# Emanuel Sandhu
Emanuel Sandhu (ur. 18 listopada 1980 w Toronto) – kanadyjski łyżwiarz figurowy, startujący w konkurencji solistów. Uczestnik igrzysk olimpijskich (2006), wicemistrz czterech kontynentów (2004), zwycięzca finału Grand Prix (2003) oraz 3-krotny mistrz Kanady (2001, 2003, 2004).

## Osiągnięcia
| Zawody                                | 97–98          | 98–99          | 99–00          | 00–01          | 01–02          | 02–03          | 03–04          | 04–05          | 05–06          | 06–07          | 12–13          |                |                |                |                |                |                |
| Międzynarodowe                        | Międzynarodowe | Międzynarodowe | Międzynarodowe | Międzynarodowe | Międzynarodowe | Międzynarodowe | Międzynarodowe | Międzynarodowe | Międzynarodowe | Międzynarodowe | Międzynarodowe | Międzynarodowe | Międzynarodowe | Międzynarodowe | Międzynarodowe | Międzynarodowe | Międzynarodowe |
| ------------------------------------- | -------------- | -------------- | -------------- | -------------- | -------------- | -------------- | -------------- | -------------- | -------------- | -------------- | -------------- | -------------- | -------------- | -------------- | -------------- | -------------- | -------------- |
| Igrzyska olimpijskie                  |                |                |                |                | DNS            |                |                |                | 13             |                |                |                |                |                |                |                |                |
| Mistrzostwa świata                    | 29             | 18             |                | 9              |                | 8              | 8              | 7              | 5              | 16             |                |                |                |                |                |                |                |
| Mistrzostwa czterech kontynentów      |                | 10             | 13             | 7              |                | 5              | 2              |                |                | 9              |                |                |                |                |                |                |                |
| GP Finał Grand Prix                   |                |                |                |                |                |                | 1              | 4              | 5              |                |                |                |                |                |                |                |                |
| GP Sparkassen Cup                     |                |                | 8              | 6              |                |                |                |                |                |                |                |                |                |                |                |                |                |
| GP Cup of China                       |                |                |                |                |                |                | 5              |                | 1              | 3              |                |                |                |                |                |                |                |
| GP NHK Trophy                         |                | 6              |                |                |                |                |                |                |                |                |                |                |                |                |                |                |                |
| GP Cup of Russia                      |                |                |                |                |                |                |                |                |                | 5              |                |                |                |                |                |                |                |
| GP Skate America                      |                |                |                | 4              |                | 6              |                |                |                |                |                |                |                |                |                |                |                |
| GP Skate Canada International         |                |                |                |                | 5              | 2              | 4              | 1              | 1              |                |                |                |                |                |                |                |                |
| GP Trophée Eric Bompard               |                | 3              |                |                | 9              |                |                | 3              |                |                |                |                |                |                |                |                |                |
| Nebelhorn Trophy                      |                | 6              |                |                |                |                |                |                |                |                |                |                |                |                |                |                |                |
| Top Jump                              |                |                |                |                |                | 2              |                |                |                |                |                |                |                |                |                |                |                |
| Sears Open                            |                |                |                | 5              | 2              |                |                |                |                |                |                |                |                |                |                |                |                |
| Igrzyska dobrej woli                  |                |                |                |                | 8              |                |                |                |                |                |                |                |                |                |                |                |                |
| Międzynarodowe: Kategorie młodzieżowe |                |                |                |                |                |                |                |                |                |                |                |                |                |                |                |                |                |
| Mistrzostwa świata juniorów           | 11             |                |                |                |                |                |                |                |                |                |                |                |                |                |                |                |                |
| JGP we Francji                        | 4              |                |                |                |                |                |                |                |                |                |                |                |                |                |                |                |                |
| Krajowe                               |                |                |                |                |                |                |                |                |                |                |                |                |                |                |                |                |                |
| Mistrzostwa Kanady                    | 2              | 2              | 2              | 1              | 2              | 1              | 1              | 2              | 2              | 3              | 11             |                |                |                |                |                |                |